# Уильямс, Роберт (баскетболист)
Роберт Уильямс (англ. Robert Lee Williams III; род. 17 октября 1997, Шривпорт, Луизиана, США) — американский профессиональный баскетболист, играющий на позиции центрового. Выступает за баскетбольный клуб «Портленд Трэйл Блэйзерс». Был выбран на драфте НБА 2018 года в первом раунде под общим 27-м номером.

## Студенческая карьера
В своей первой игре в колледже Уильямс набрал пять очков, сделал пять блоков и семь подборов. Он был назван лучшим игроком года в защите в Юго-Восточной конференции и вошёл во 2-ю сборную конференции, набирая в среднем 11,9 очка и делая 8,2 подбора за игру в дебютном сезоне 2016/17.
21 марта, несмотря на то, что Уильямс считался потенциальным выбором в лотерее первого раунда, он решил отказаться от участия в драфте НБА 2017 года и остаться ещё на один сезон в «Техасском университете A&M».
После поражения «Техаса» в баскетбольном турнире NCAA 2018 года Уильямс объявил о своем намерении отказаться от двух последних сезонов обучения в колледже и заявиться на драфт НБА 2018 года, где, как ожидалось, он будет выбран в первом раунде.

## Профессиональная карьера

### Бостон Селтикс (2018—2023)
На драфте НБА 2018 года Уильямс вместо того, чтобы быть выбранным в лотерее, попал в число 27-ми из-за опасений по поводу его трудовой этики, где был выбран командой «Бостон Селтикс».
5 июля 2018 года «Бостон Селтикс» подписал контракт с Уильямсом. Поначалу Уильямс не произвел хорошего впечатления, его критиковали за опоздания и пропуски командных мероприятий. Репутация игрока, пропускающего перелеты и видеовстречи, привела к тому, что в сообществах фанатов «Бостон Селтикс» он получил прозвище «Повелитель времени» (англ. Time Lord).
Дебют Уильямса на профессиональном уровне состоялся 23 октября 2018 года, он сыграл 4 минуты против «Орландо Мэджик», а 2 ноября был переведен в команду «Мэн Ред Клоз». В течение ноября и декабря Уильямс делил время между Джи-Лигой и НБА, а затем начал получать больше игрового времени в составе «Селтикс» после травмы Эла Хорфорда. 11 декабря 2018 года Уильямс заблокировал два броска звезды НБА Энтони Дэвиса во время матча с «Нью-Орлеан Пеликанс».
Во время плей-офф НБА 2021 года Уильямс получил травму пальцев ног. В первой игре первого раунда против «Бруклин Нетс» Уильямс заблокировал 9 бросков, установив рекорд команды по количеству блоков за игру в плей-офф. Он также набрал 11 очков и взял 9 подборов. Несмотря на этот рекорд, команда проиграла игру. Травма подкосила Уильямса в оставшейся части серии, и Уильямс покинул третью игру с растяжением лодыжки, сыграв всего 6 минут. Он пропустил четвертую и пятую игры, и команда проиграла серию со счетом 4-1.
31 декабря 2021 года Уильямс сделал свой первый в карьере трипл-дабл, набрав 10 очков, 11 подборов и 10 передач в матче с командой «Финикс Санз». 28 марта 2022 года «Селтикс» объявили, что Уильямс получил разрыв мениска левого колена и выбыл на неопределенный срок. Через два дня ему была сделана операция, и он был исключен из состава как минимум на 4-6 недель.

### Портленд Трэйл Блэйзерс (2023—настоящее время)
1 октября 2023 года вместе с Малкольмом Брогдоном и двумя будущими драфт-пиками первого раунда был обменян в «Портленд Трэйл Блэйзерс» на Джру Холидея. 25 октября Уильямс дебютировал в составе «Блэйзерс», набрав 10 очков и сделав семь подборов в матче с «Лос-Анджелес Клипперс». 10 ноября стало известно, что центровой пропустит оставшуюся часть сезона 2023/24 из-за операции на колене.

## Статистика

### Статистика в НБА
| Сезон                                                                                    | Команда  | Регулярный сезон | Регулярный сезон | Регулярный сезон | Регулярный сезон | Регулярный сезон | Регулярный сезон | Регулярный сезон | Регулярный сезон | Регулярный сезон | Регулярный сезон | Регулярный сезон | Серия плей-офф | Серия плей-офф | Серия плей-офф | Серия плей-офф | Серия плей-офф | Серия плей-офф | Серия плей-офф | Серия плей-офф | Серия плей-офф | Серия плей-офф | Серия плей-офф |
| Сезон                                                                                    | Команда  | GP               | GS               | MPG              | FG%              | 3P%              | FT%              | RPG              | APG              | SPG              | BPG              | PPG              | GP             | GS             | MPG            | FG%            | 3P%            | FT%            | RPG            | APG            | SPG            | BPG            | PPG            |
| ---------------------------------------------------------------------------------------- | -------- | ---------------- | ---------------- | ---------------- | ---------------- | ---------------- | ---------------- | ---------------- | ---------------- | ---------------- | ---------------- | ---------------- | -------------- | -------------- | -------------- | -------------- | -------------- | -------------- | -------------- | -------------- | -------------- | -------------- | -------------- |
| 2018/19                                                                                  | Бостон   | 32               | 2                | 8,8              | 70,6             | -                | 60,0             | 2,5              | 0,2              | 0,3              | 1,3              | 2,5              | 3              | 0              | 4,2            | 50,0           | -              | 100,0          | 2,3            | 0,0            | 0,0            | 0,0            | 1,3            |
| 2019/20                                                                                  | Бостон   | 29               | 1                | 13,4             | 72,7             | -                | 64,7             | 4,4              | 0,9              | 0,8              | 1,2              | 5,2              | 13             | 0              | 11,5           | 74,2           | 0,0            | 33,3           | 3,9            | 0,8            | 0,2            | 0,5            | 3,7            |
| 2020/21                                                                                  | Бостон   | 52               | 13               | 18,9             | 72,1             | 0,0              | 61,6             | 6,9              | 1,8              | 0,8              | 1,8              | 8,0              | 3              | 0              | 15,2           | 64,3           | -              | 50,0           | 5,0            | 0,7            | 0,3            | 3,0            | 6,3            |
| 2021/22                                                                                  | Бостон   | 61               | 61               | 29,6             | 73,6             | 0,0              | 72,2             | 9,6              | 2,0              | 0,9              | 2,2              | 10,0             | 17             | 15             | 23,2           | 67,9           | 0,0            | 89,3           | 6,2            | 1,0            | 0,7            | 2,2            | 7,7            |
| 2022/23                                                                                  | Бостон   | 35               | 20               | 23,5             | 74,7             | 0,0              | 61,0             | 8,3              | 1,4              | 0,6              | 1,4              | 8,0              | 20             | 4              | 20,9           | 78,8           | 0,0            | 67,9           | 6,0            | 1,0            | 0,5            | 1,3            | 7,7            |
| 2023/24                                                                                  | Портленд | 6                | 0                | 19,8             | 65,4             | -                | 77,8             | 6,3              | 0,8              | 1,2              | 1,2              | 6,8              | Не участвовал  | Не участвовал  | Не участвовал  | Не участвовал  | Не участвовал  | Не участвовал  | Не участвовал  | Не участвовал  | Не участвовал  | Не участвовал  | Не участвовал  |
|                                                                                          | Всего    | 215              | 97               | 20,5             | 72,9             | 0,0              | 66,0             | 6,9              | 1,4              | 0,7              | 1,7              | 7,3              | 56             | 19             | 18,2           | 72,9           | 0,0            | 74,2           | 5,3            | 0,9            | 0,4            | 1,4            | 6,3            |
| Наведите курсор мыши на аббревиатуры в заголовке таблицы, чтобы прочесть их расшифровку. |          |                  |                  |                  |                  |                  |                  |                  |                  |                  |                  |                  |                |                |                |                |                |                |                |                |                |                |                |

### Статистика в Джи-Лиге
| Сезон                                                                                    | Команда      | Регулярный сезон | Регулярный сезон | Регулярный сезон | Регулярный сезон | Регулярный сезон | Регулярный сезон | Регулярный сезон | Регулярный сезон | Регулярный сезон | Регулярный сезон | Регулярный сезон | Серия плей-офф | Серия плей-офф | Серия плей-офф | Серия плей-офф | Серия плей-офф | Серия плей-офф | Серия плей-офф | Серия плей-офф | Серия плей-офф | Серия плей-офф | Серия плей-офф |
| Сезон                                                                                    | Команда      | GP               | GS               | MPG              | FG%              | 3P%              | FT%              | RPG              | APG              | SPG              | BPG              | PPG              | GP             | GS             | MPG            | FG%            | 3P%            | FT%            | RPG            | APG            | SPG            | BPG            | PPG            |
| ---------------------------------------------------------------------------------------- | ------------ | ---------------- | ---------------- | ---------------- | ---------------- | ---------------- | ---------------- | ---------------- | ---------------- | ---------------- | ---------------- | ---------------- | -------------- | -------------- | -------------- | -------------- | -------------- | -------------- | -------------- | -------------- | -------------- | -------------- | -------------- |
| 2018/19                                                                                  | Мэн Ред Клоз | 5                | 4                | 25,2             | 73,3             | -                | 71,4             | 9,8              | 2,2              | 0,6              | 2,6              | 15,2             | Не участвовал  | Не участвовал  | Не участвовал  | Не участвовал  | Не участвовал  | Не участвовал  | Не участвовал  | Не участвовал  | Не участвовал  | Не участвовал  | Не участвовал  |
|                                                                                          | Всего        | 5                | 4                | 25,2             | 73,3             | -                | 71,4             | 9,8              | 2,2              | 0,6              | 2,6              | 15,2             | Не участвовал  | Не участвовал  | Не участвовал  | Не участвовал  | Не участвовал  | Не участвовал  | Не участвовал  | Не участвовал  | Не участвовал  | Не участвовал  | Не участвовал  |
| Наведите курсор мыши на аббревиатуры в заголовке таблицы, чтобы прочесть их расшифровку. |              |                  |                  |                  |                  |                  |                  |                  |                  |                  |                  |                  |                |                |                |                |                |                |                |                |                |                |                |

### Статистика в колледже
| Сезон                                                                                   | Команда   | GP | GS | MPG  | FG%  | 3P%  | FT%  | RPG | APG | SPG | BPG | PPG  |  |
| --------------------------------------------------------------------------------------- | --------- | -- | -- | ---- | ---- | ---- | ---- | --- | --- | --- | --- | ---- |  |
| 2016/17                                                                                 | Техас A&M | 31 | 17 | 25,8 | 55,6 | 11,1 | 59,0 | 8,1 | 1,4 | 0,7 | 2,5 | 11,8 |  |
| 2017/18                                                                                 | Техас A&M | 30 | 23 | 25,6 | 63,2 | 0,0  | 47,1 | 9,2 | 1,4 | 0,8 | 2,5 | 10,4 |  |
|                                                                                         | Всего     | 61 | 40 | 25,7 | 59,0 | 6,7  | 54,1 | 8,7 | 1,4 | 0,7 | 2,5 | 11,1 |  |
| Наведите курсор мыши на аббревиатуры в заголовке таблицы, чтобы прочесть их расшифровку |           |    |    |      |      |      |      |     |     |     |     |      |  |